# Nicolas Pueta
Nicolás Pueta (Buenos Aires, 20 de octubre de 1983) es un jugador argentino de rugby que se desempeña como ala. Juega para el Club de Exalumnos San Andrés en la Unión de Rugby de Buenos Aires (URBA).

## Historia
Nacido con una deficiencia en el fémur de su pierna izquierda que significó que su pierna izquierda nunca creció a la misma medida que su pierna derecha. No obstante a esto, nunca dejó de practicar deportes y su objetivo fue siempre jugar al rugby. "Siempre acompañé a mis amigos y compañeros del colegio a sus encuentros. Pero cuando ellos saltaban al campo de juego, yo tenía que mirarlos jugar. Era frustrante y no veía el momento de ser parte del equipo al 100%"  Ha dicho Pueta en ocasiones, cuyo padre es un entrenador reconocido en el ambiente colegial y cuyos dos hermanos más jóvenes también forman parte del juego en Buenos Aires. 
Tras desoír sugerencias médicas, Pueta logró su ansiado debut en el Rugby de Buenos Aires jugando en el Club San Andrés. Su fortaleza mental como sus cualidades pare el line-out han sido destacadas como grandes ventajas en los equipos que ha integrado.
Ha probado suerte en equipos amateurs europeos como Rockcliff RFC de Whitley Bay (Inglaterra) y Maastricht Maraboes (Holanda), para luego retornar a Club San Andrés.
Trabajó en el servicio de comunicaciones durante la Copa Mundial de Rugby de 2007, disputada en Francia. Tras la misma y durante la gala celebrada donde fueron premiadas grandes figuras del deporte oval le fue otorgado el premio de la IRB Espíritu del Rugby; como consecuencia de su historia de vida y su relación con el Rugby. Pueta repitió sus funciones en el departamento de comunicación del torneo organizado por la ahora World Rugby en la Copa Mundial de Rugby de 2011 en Nueva Zelanda, así como la Copa Mundial de Rugby de 2015 disputada en Inglaterra y la Copa Mundial de Rugby de 2019 celebrada en Japón.
Nicolás actualmente trabaja en turismo deportivo, y es un orador motivacional, donde a través de su historia personal y vivencias dentro del deporte practicado ayuda a las personas a por poner mente y cuerpo a la tarea.

## Premios
- World Rugby Premios: 1

- Espíritu del Rugby
- Unión de Rugby de Buenos Aires: 1

– Cap Honorífico